# الدوري الإكوادوري لكرة القدم 2008
الدوري الإكوادوري لكرة القدم 2008 (بالإسبانية: Campeonato Ecuatoriano de Fútbol 2008)‏ هو الموسم 50 من الدوري الإكوادوري لكرة القدم. كان عدد الأندية المشاركة فيه 12، وفاز فيه سوسيداد ديبورتيفو كيتو.